# Plumeria alba
Плюмерія біла (Plumeria alba) — вид рослини родини барвінкові.

## Назва
В англійській мові має назву «білий франгіпані» (англ. white frangipani).

## Будова
Дерево 6 м заввишки незвичного вигляду з довгим грубим глянцевим листям до 30 см довжини, що ростуть в групах на кінчиках гілок та опадає. Низ листя запушений. З віком крона формує парасольку. Гілки ламкі, виділяють молочний сік на місці пошкодження. Запашні білі квіти 6 см завширшки з 5-ма пелюстками, що мають жовтий центр, з'являються на голих гілках. Плід твердий 2,5 см довжини.

## Поширення та середовище існування
Походить з Пуерто-Рико та Малих Антильських островів.

## Практичне використання
Широковідома декоративна рослина, яку вирощують через її пахучі, спірально закручені квіти.
Може вирощуватися у кімнатних умовах.

## Галерея

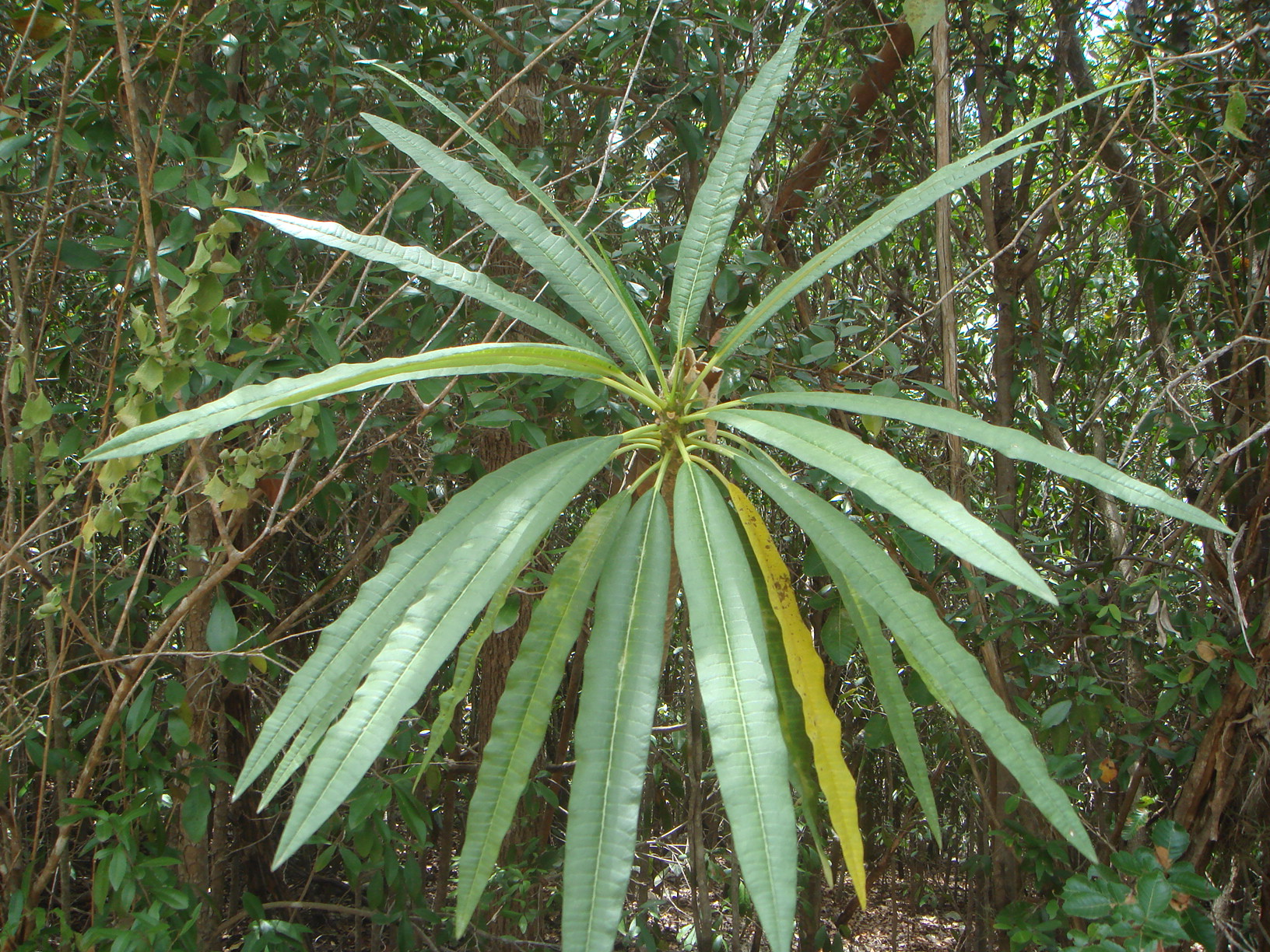
Листя
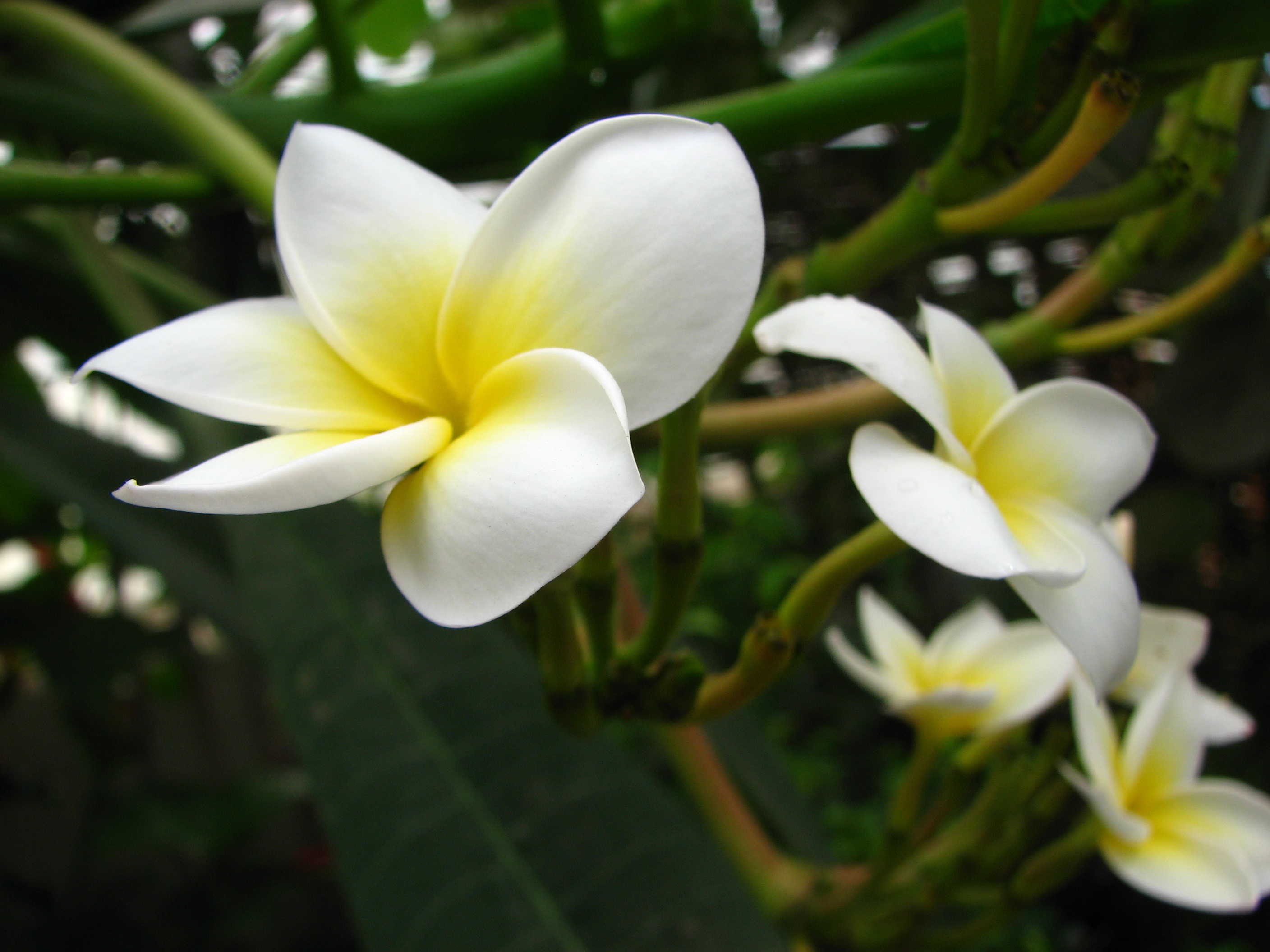
Квіти
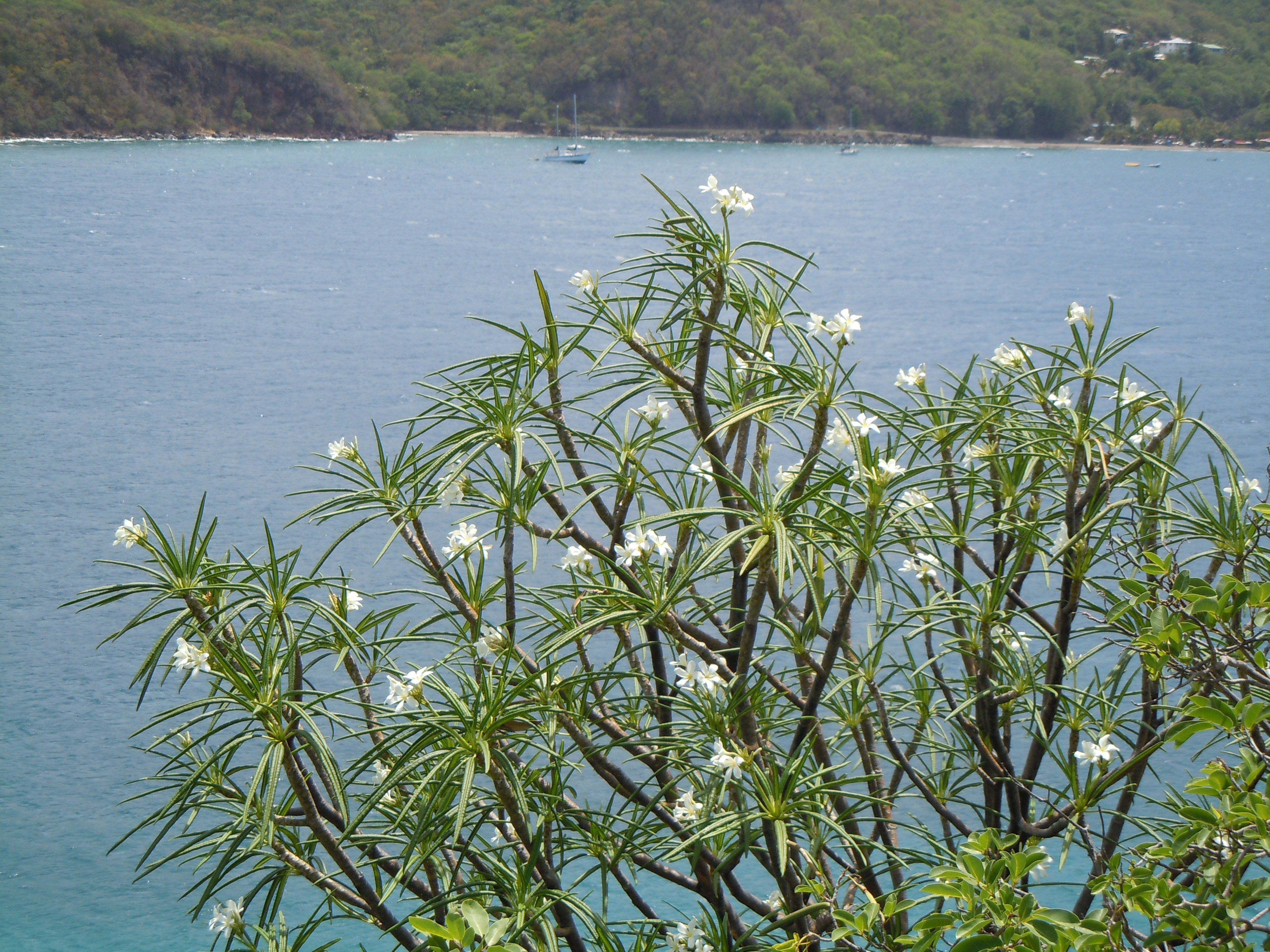
Зовнішній вигляд